# Синтетична геометрія
Синтетичний метод — підхід до геометрії, в якому не використовуються безпосередньо координати. Переважно спирається на аксіоми й інструменти, безпосередньо пов'язані з ними. Термін з'явився з появою аналітичної геометрії.
Геометрія в «Началах» Евкліда є типовим прикладом використання єдиного на той момент синтетичного методу.
Більшість геометрів XIX століття надавали перевагу синтетичним методам, зокрема в проєктивній геометрії і неевклідовій геометрії, при цьому методи аналітичної геометрії часто розглядали як ознаку поганого стилю.
Синтетичні методи використовуються і в сучасній диференціальній геометрії, а саме в глобальній рімановій геометрії. Тут місце аксіом займає певний набір теорем ріманової геометрії. Найпослідовніше цей підхід розвинула школа Александрова.
| Додекаедр | Це незавершена стаття з геометрії. Ви можете допомогти проєкту, виправивши або дописавши її. |